# Shaminda Eranga
Ranaweera Mudiyanselage Shaminda Eranga (* 23. Juni 1986 in Chilaw, Sri Lanka) ist ein ehemaliger sri-lankischer Cricketspieler, der zwischen 2011 und 2016 für die sri-lankischen Nationalmannschaft spielte.

## Kindheit und Ausbildung
Erenga besuchte das St. Mary’s College in Chilaw.

## Aktive Karriere
Eranga absolvierte sein First-Class-Debüt in der Saison 2006/07, nachdem er bei einem Programm für Fast-Bowler entdeckt wurde. Dort konnte er sich etablieren und so folgte sein und rückte im November 2010 in den erweiterten Kader der Nationalmannschaft auf. Sein Debüt in der Nationalmannschaft gab er dann im August 2011 gegen Australien. Bei seinem ODI-Debüt konnte er früh Brad Haddin und Ricky Ponting ausscheiden lassen und so einen Eindruck hinterlassen. Daraufhin wurde er auch in den Test-Kader berufen und konnte dort vier Wickets (4/65) bei seinem Debüt erreichen. Kurz darauf erlitt er eine Schulterverletzung und musste für neun Monate aussetzen. Bei seiner Rückkehr absolvierte er gegen Indien sein Twenty20-Debüt, wo er sich jedoch nicht etablieren konnte. Im November 2012 folgte eine Test-Serie gegen Neuseeland, wo ihm drei Wickets (3/51) gelangen. Ebenfalls gelangen ihm drei Wickets (3/109) im Monat darauf in den Tests in Australien. Kurz darauf erlitt er eine Knöchelverletzung und musste pausieren.
In der Saison 2013 erreichte er bei einem Drei-Nationen-Turnier in den West Indies gegen den West Indies abermals drei Wickets (3/46). Die Saison 2013/14 begann dann mit einer Test-Serie gegen Pakistan. Im ersten Spiel erzielte er dabei drei Wickets (3/80) und im dritten vier weitere (4/60). Kurz darauf gelangen ihm auch in Bangladesch erreichte er vier Wickets (4/49) im ersten Test. Kurz darauf verletzte er sich am Oberschenkel und musste die Tour abbrechen. In der Saison 2014 reiste er mit dem Nationalteam nach England. Im ersten Test gelangen ihm insgesamt sechs Wickets (3/163 & 3/63) und im zweiten vier Wickets (4/93). Bei der folgenden Tour gegen Südafrika zog er sich eine Handverletzung zu und war damit abermals zum Tourabbruch gezwungen. Zwar kam er kurz darauf wieder zurück, jedoch hatte er im folgenden Jahr erst mit einer Rücken- und dann mit einer Leistenverletzung zu kämpfen, die ihn lange aussetzen ließen.
Im Mai 2016 wurde er im ersten Test in England auf Grund von Verdacht einer illegalen Bowlingtechnik dem Weltverband gemeldet. Im letzten Test der Serie erzielte er dann noch ein Mal drei Wickets (3/58). Kurz darauf wurde seine Bowlingtechnik als illegal bestätigt und am gleichen Tag wurde er wegen erhöhter Herzfrequenz ins Krankenhaus eingeliefert. Er arbeitete daraufhin daran seine Bowlingtechnik wieder in den legalen Bereich zu verlagern und wurde ein Jahr darauf vom Weltverband wieder für den internationalen Spielbetrieb zugelassen. Jedoch konnte er nicht mehr im nationalen oder internationalen Cricket durchdringen und seine Karriere war beendet.

## Nach der aktiven Karriere
Seit seinem Rückzug arbeitet er als Crickettrainer in Australien.